# Mike Hally
Mike Hally est un concepteur de jeux vidéo américain né en 1955, qui a principalement travaillé pour Atari dans la division arcade (Atari Inc. puis Atari Games). Il est célèbre pour avoir conçu la borne Star Wars devenue un succès et classique du jeu vidéo d'arcade et Area 51 également un succès en arcade.

## Description
Hally obtient un diplôme d'ingénierie mécanique à l'université de Santa Clara en Californie, puis rentre chez Atari à la division flipper. Quand Atari ferme sa division en 1979, il est muté à la division des jeux vidéo et devient superviseur du bureau projet. Hally est impliqué dans plusieurs projets de l'entreprise, notamment les flippers Middle Earth en 1978, Superman et Hercules en 1979, et  en 1982 les jeux vidéo Gravitar et Akka Arrh,,.
Hally dirige le projet du jeu Star Wars avec les meilleurs développeurs de chez Atari. Il conçoit Area 51 également un succès en arcade.

## Travaux

### Flipper
- Middle Earth (1978)
- Superman (1979)
- Hercules (1979)

### Jeu vidéo
- Gravitar (1982)
- Star Wars (1983)
- Firefox (1983)
- The Empire Strikes Back (1985)
- Road Runner (1985)
- Indiana Jones and the Temple of Doom (1985)
- APB: All Points Bulletin (1987)
- Blasteroids (1987)
- S.T.U.N. Runner (1989)
- Skull And Crossbones (1989)
- Marble Man (proptotype)
- Relief Pitcher (1992)
- Metal Maniax (proptotype)
- Area 51 (1995)
- Freeze (proptotype)
- Gauntlet Legends (1998)
- Gauntlet: Dark Legacy (1999)